# Radoinja
Radoinja es un pueblo ubicado en la municipalidad de Nova Varoš, en el distrito de Zlatibor, Serbia.

## Superficie
Posee una superficie de 22,16 kilómetros cuadrados.

## Demografía
Hasta 2011 la población era de 572 habitantes, con una densidad de población de 25,81 habitantes por kilómetro cuadrado.